# Thomsonfly

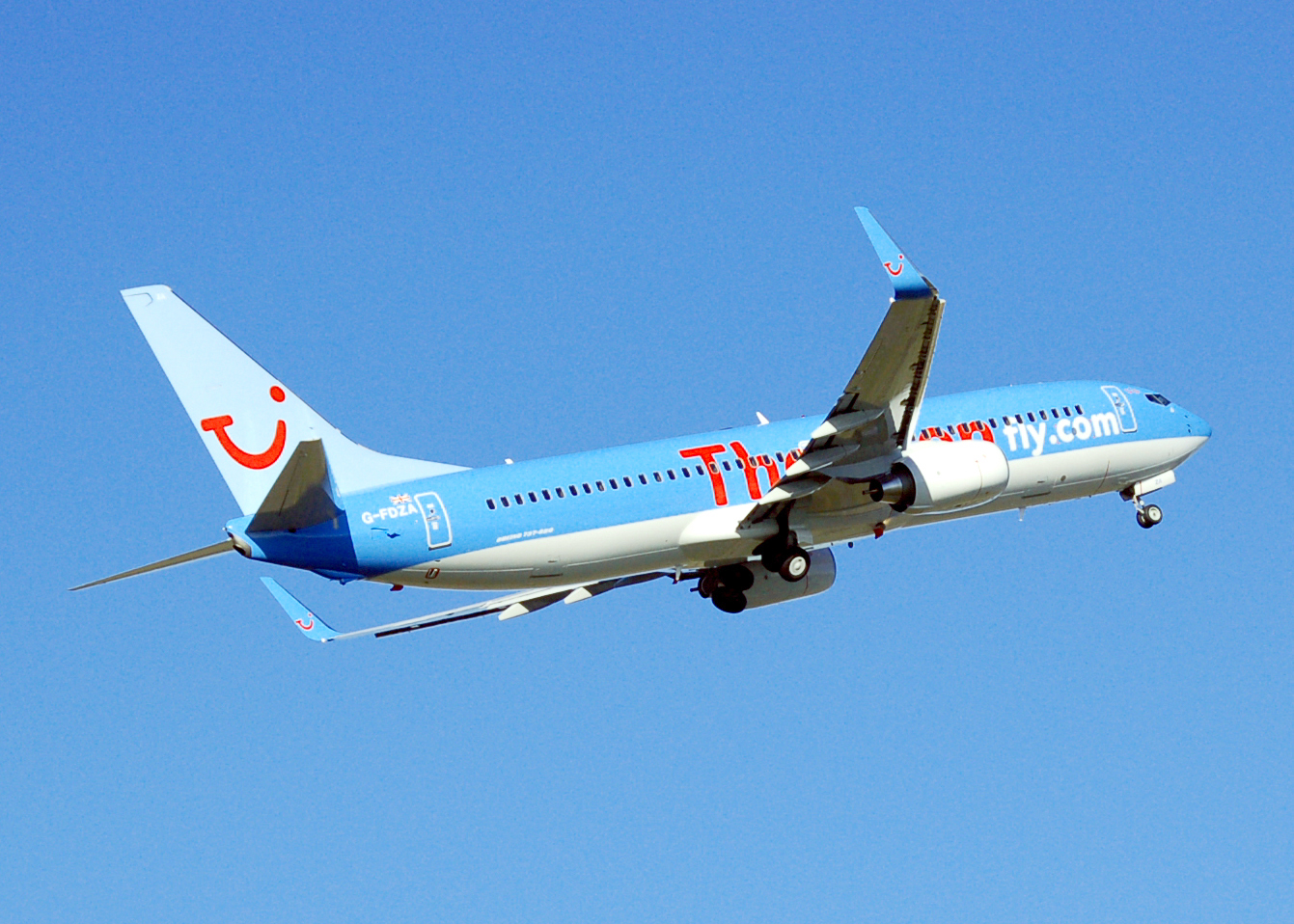
Boeing 737-800 w barwach Thomsonfly

Thomsonfly – brytyjska czarterowa linia lotnicza bazująca w porcie lotniczym Londyn-Luton. Obsługiwała połączenia m.in. na Karaiby, do Afryki Północnej i Europy Południowej. Jej głównymi portami przesiadkowymi były m.in. port lotniczy Birmingham, port lotniczy Londyn-Gatwick, port lotniczy Londyn-Luton i port lotniczy Manchester.